# 原忠一
原 忠一（はら ちゅういち、1889年（明治22年）3月15日 - 1964年（昭和39年）2月17日）は、日本の海軍軍人。最終階級は海軍中将。

## 略歴
島根県松江市出身。旧制島根県松江尋常中学校より海軍兵学校第39期入校。入校時成績順位は150名中第53位、卒業時成績順位は149名中第85位。余談ではあるが官報によると原は陸軍士官学校第23期の試験も合格しており、騎兵第八連隊への配属も決まっていた。
北部仏印進駐の際は第二遣支艦隊参謀長として陸軍強硬派との対応に追われる。第五航空戦隊司令官として、航空母艦を主力とする世界初の海戦となった珊瑚海海戦を指揮した人物である。

## 人物
- 海軍大学校甲種学生時代は学生長であり[1]、草鹿龍之介、山口多聞、福留繁らと同期である。

- あだ名に「原忠」、あるいは単に「忠」[2]。

- 海軍大学校同期で、兵学校では一つ上の先輩である五十嵐恵とは親友であった。

- 身長体重共に日本人離れした大柄な体格から、「キングコング」のあだ名があった[3]。

## 年譜
- 1889年（明治22年）3月15日- 島根県松江市に生まれる。
- 1901年（明治34年）4月1日- 島根県松江尋常中学校入学
- 1906年（明治39年）3月31日- 島根県松江尋常中学校卒業
- 1908年（明治41年）9月14日- 海軍兵学校入校 入校時成績順位150名中第53位
- 1911年（明治44年）7月18日- 海軍兵学校卒業 卒業時成績順位149名中第85位・任 海軍少尉候補生・1等巡洋艦「阿蘇」乗組
  - 11月25日- 練習艦隊遠洋航海出発 グアム〜スバ〜オークランド〜シドニー〜タウンズビル〜バタヴィア〜シンガポール〜マニラ〜オロンガポ（Olongapo City）〜呉淞方面巡航
- 1912年（明治45年）3月28日- 帰着
  - 3月29日- 巡洋戦艦「伊吹」乗組
  - 12月1日- 任 海軍少尉・戦艦「摂津」乗組
- 1913年（大正2年）12月1日- 2等巡洋艦「明石」乗組
- 1914年（大正3年）12月1日- 任 海軍中尉・海軍水雷学校普通科学生
- 1915年（大正4年）5月26日- 海軍砲術学校普通科学生
  - 12月13日- 3等駆逐艦「朝風」乗組
- 1916年（大正5年）9月1日- 1等巡洋艦「八雲」航海士 海軍少尉候補生指導官附 
  - 12月11日- 練習艦隊近海航海出発 志布志〜鹿児島〜佐世保〜青島〜威海衛〜大連〜旅順〜仁川〜鎮海〜舞鶴〜安下庄〜大阪〜鳥羽〜清水方面巡航
- 1917年（大正6年）3月3日- 帰着
  - 4月5日- 練習艦隊遠洋航海出発 エスキモルト（Esquimalt）〜バンクーバー〜エスキモルト〜サンフランシスコ〜サンペドロ（San Pedro）〜ホノルル〜ヤルート〜トラック〜ヤップ〜アンガウル〜パラオ〜香港〜馬公〜基隆〜那覇方面巡航 
  - 8月17日- 帰着
  - 9月10日- 巡洋戦艦「金剛」乗組
  - 12月1日- 第3潜水艇隊附
- 1918年（大正7年）12月1日- 任 海軍大尉・海軍水雷学校高等科第18期学生
- 1919年（大正8年）11月28日- 海軍水雷学校高等科修了
  - 12月1日- 海軍水雷専攻科学生
- 1920年（大正9年）12月1日- 1等駆逐艦「羽風」水雷長兼分隊長
- 1921年（大正10年）11月1日- 1等駆逐艦「夕風」水雷長兼分隊長
- 1922年（大正11年）12月1日- 軽巡洋艦「大井」水雷長兼分隊長
- 1923年（大正12年）11月10日- 海軍水雷学校教官兼分隊長
- 1924年（大正13年）12月1日- 任 海軍少佐・海軍大学校甲種第24期学生
- 1926年（大正15年）11月25日- 海軍大学校甲種卒業 卒業成績順位20名中第16位
  - 12月1日- 2等駆逐艦「栂」駆逐艦長
- 1927年（昭和2年）12月1日- 第2艦隊水雷参謀
- 1928年（昭和3年）12月10日- 第1水雷戦隊水雷参謀
- 1929年（昭和4年）11月30日- 任 海軍中佐・海軍水雷学校教官 兼海軍砲術学校教官 兼練習艦「春日」水雷教官
- 1930年（昭和5年）6月1日- 兼 海軍通信学校教官
  - 11月15日- 海軍水雷学校教官 兼海軍砲術学校教官 兼呉海軍工廠魚雷実験部員 (酸素魚雷研究)
- 1931年（昭和6年）1月8日- 兼 海軍通信学校教官
- 1932年（昭和7年）12月1日- 河川用砲艦「安宅」艦長
- 1933年（昭和8年）10月20日- 第11戦隊司令部附
  - 11月15日- 任 海軍大佐 横須賀鎮守府附
  - 12月20日- 欧米各国出張
- 1934年（昭和9年）9月1日- 帰朝
  - 11月1日- 軽巡洋艦「龍田」艦長
- 1935年（昭和10年）11月15日- 旅順要港部参謀長
- 1937年（昭和12年）12月1日- 海軍省艦政本部員
- 1938年（昭和13年）9月15日- 海軍軍令部出仕 兼支那方面艦隊司令部附 兼第5艦隊司令部附 兼南支特務部員
- 1939年（昭和14年）3月10日- 興亜院調査官 廈門連絡部在勤 
  - 11月15日- 任 海軍少将・第2遣支艦隊参謀長
- 1941年（昭和16年）8月13日- 第1航空艦隊司令部附
  - 9月1日- 第四艦隊附第5航空戦隊司令官
- 1942年（昭和17年）7月14日- 第8戦隊司令官
  - 11月1日- 任 海軍中将
- 1943年（昭和18年）3月15日- 海軍軍令部出仕
- 5月18日- 練習聯合航空総隊司令官 兼第11聯合航空隊司令官
  - 6月24日- 兼 第12聯合航空隊司令官
- 1944年（昭和19年）2月1日- 兼 霞ヶ浦海軍航空隊司令
  - 2月16日- 免 霞ヶ浦海軍航空隊司令
  - 2月19日- 第4艦隊司令長官
- 1946年（昭和21年）3月15日- 予備役編入
- 1948年（昭和23年）3月31日- 公職追放仮指定[4]
- 1949年（昭和24年）1月21日- 米グアム軍事法廷 禁固6年判決
- 1951年（昭和26年）4月19日- 身柄仮釈放
- 1964年（昭和39年）2月17日- 死去 享年74